# La Lacune
La Lacune est une pièce de théâtre en un acte d'Eugène Ionesco  représentée pour la première fois le 14 mars 1966 au Théâtre de l'Odéon dans une mise en scène de Jean-Louis Barrault.

## Distribution à la création
- Madeleine Renaud : la Femme
- Pierre Bertin : l'Académicien
- Jean Desailly : l'Ami